# Mineros de Fresnillo FC
Mineros de Fresnillo FC ist ein Fußballverein aus der mexikanischen Stadt Fresnillo im Bundesstaat Zacatecas. Seine Heimspielstätte ist das Unidad Deportiva Minera Fresnillo, das 2.500 Besucher aufnehmen kann.

## Geschichte
Die Mannschaft des 2007 gegründeten Vereins spielte zunächst in der viertklassigen Tercera División und ist seit der Saison 2013/14 in der Liga de Nuevos Talentos der drittklassigen Segunda División vertreten. 
Den bisher größten Erfolg errang die Mannschaft in der Apertura 2014, dem Hinrundenturnier der Saison 2014/15. Nach einem mühsamen Sieg gegen die Topos de Reynosa im Viertelfinale (2:1 und 1:1) und einem torreichen Vergleich mit Atlético San Luis im Halbfinale (3:0 und 3:5) setzten die Mineros sich im Finale mit 5:0 und 2:0 deutlich gegen Selva Cañera durch und errangen ihren ersten Titel. Das am Ende der Saison 2014/15 ausgetragene Gesamtsaisonfinale gegen den Meister der Clausura 2015, Tigres Sahuayo, wurde nach einem ausgeglichenen Vergleich (1:0 und 2:3 nach Verlängerung) mit 4:3 im Elfmeterschießen gewonnen.